# Graafschap Leuven
Het graafschap Leuven was een graafschap in de Haspengouw gelegen rond de gelijknamige plaats Leuven, ingesteld door de Karolingische vorst om het land te verdedigen tegen vijandelijke invallen. Er werd een burcht gebouwd. Het werd grofweg omgrensd door de rivieren Dijle, Demer en de bovenloop van de Grote Gete. In de 9e eeuw werd het gebied van 879 tot 883 geteisterd door invallen van de Noormannen, die de heersers verjoegen, maar werden verslagen bij de Slag bij Leuven (883). Later bezetten ze het gebied opnieuw, maar bij de Slag bij Leuven (891) werden ze verslagen door koning van Oost-Francië Arnulf van Karinthië. Het jaar erop verlieten ze de streek vanwege slechte oogsten en een dreigende hongersnood en vertrokken naar het noorden.

## Graven van Leuven 11e eeuw
In 942 verkreeg het gebied de status van graafschap. De eerste graaf die het graafschap volgens bewaard gebleven documenten met zekerheid regeerde was van 1003 tot 1015 Lambert I van Leuven (Lambert met de Baard), die het graafschap sterk wist te vergroten. Lambert stamt uit het machtige huis der Reiniers, later bekend als het huis Brabant, dat verwikkeld was in de strijd om de macht in Lotharingen.
Nadat zijn vader, Reinier III van Henegouwen tevergeefs probeerde hertog van Lotharingen te worden en verslagen en verbannen werd door keizer Otto I de Grote, veroverden Lambert en zijn broer Reinier IV van Henegouwen na verschillende slagen (973, 976 en 977) het erfdeel van hun vader terug. Keizer Otto II sloot vrede in 977 en liet hen de veroveringen behouden. Hij verkreeg door zijn huwelijk met Gerberga van Neder-Lotharingen, dochter van hertog Karel van Neder-Lotharingen, het graafschap Brussel. In 1003 wordt Lambert voor het eerst vermeld als graaf van Leuven, ter gelegenheid van zijn aanduiding als voogd over de abdij van Nijvel. Hij verwierf ook de voogdij over de abdij van Gembloers. In 1013 veroverde hij Hoegaarden en het graafschap Bruningerode van Balderik van Loon, prins-bisschop van Luik. De toewijzing van het hertogdom Lotharingen aan Godfried I van Verdun leidde tot de Slag bij Florennes (1015), waar Lambert I sneuvelde.
Zijn opvolgers waren achtereenvolgens:
- 1015 - 1038 Hendrik I (zoon) vermoord
- (1038 - 1041 Otto) onder voorbehoud, mogelijk legendarisch persoon (zoon)
- 1038/1041 - 1054 Lambert II Balderik (zoon van Lambert I) gesneuveld tijdens opstand van Boudewijn V van Vlaanderen tegen keizer Hendrik III waarbij hij zich aansloot
- 1054 - 1079 Hendrik II (zoon), steunde samen met de koning van Frankrijk en koning van Engeland gravin-gemaal van Vlaanderen Richilde van Henegouwen tegen de staatsgreep van Robrecht I de Fries in de verloren slag bij Kassel (1071)

Hendrik III (1079 - 1095) kreeg na de dood van paltsgraaf Herman II van Lotharingen in 1085 het landgraafschap Brabant in leen van keizer Hendrik IV.

## Hertogen van Neder-Lotharingen 12e eeuw
Zijn broer, Godfried I 'met de baard' (1095-1139) na een conflict met prinsbisschop Balderik van Loon verkreeg in 1106 opnieuw het graafschap Brunerode en het ambt van hertog van Neder-Lotharingen (als zodanig ook markgraaf van Antwerpen) van Keizer Hendrik V. Hendrik V zet zijn vader Hendrik IV af in 1105. Hendrik I van Limburg verloor zijn titel voor zijn steun aan Hendrik IV. Godfried steunde Hendrik V. Godfried verloor zijn titel aan Walram I 'Paganus' van Limburg, na steun aan de verkeerde kandidaat keizer in 1125.
Na de dood van Walram in 1139 stelde Koenraad III voor om het hertogdom Neder-Lotharingen te delen in west en oost tussen Godfried II van Leuven en Hendrik II van Limburg. De onderhandelingen mislukten en Godfried versloeg Hendrik en verkreeg wederom het Markgraafschap Antwerpen. Beiden noemde zich nu hertog.
Godfried III van Leuven volgde in 1142 zeer jong zijn vader op. De Berthouts uit de heerlijkheid Grimbergen probeerden zich te ontvoogden van de hertog. In 1159 won Godfried de Grimbergse Oorlogen. In 155 trouwde hij met de dochter van Hendrik II, Margaretha van Limburg om einde te maken aan de strijd. In 1172 moest hij echter een nederlaag incasseren tegen Boudewijn V van Henegouwen die zijn oom Hendrik I van Namen kwam helpen. Hendrik III van Limburg en Godfried probeerde hun hertogelijk gezag te laten erkennen over graafschap Luxemburg en graafschap Namen
Hij verwierf het voogdijschap over Tongerlo en de graafschappen Aarschot (vóór 1179), Geldenaken (1184) en Duras (1189).

## Hertogen van Brabant 13e eeuw
In 1183 verwierf Hendrik I de titel hertog van Brabant. Zijn vader Godfried onderscheidde zich bij de verdediging van de stad Jeruzalem tegen Saladin. Als beloning verhief keizer Frederik I Barbarossa het landgraafschap Brabant tot hertogdom. Na de dood van Godfried in 1190 werd het territoriaal gezag van de hertog van Neder-Lotharingen op de Landdag van Schwäbisch Hall opgeheven.
In de loop van de 13e eeuw werd de titel hertog van Brabant geassimileerd door alle gebieden onder de graaf van Leuven. In die tijd kwam de naam 'Brabant' langzamerhand in gebruik voor alle gebieden van de graven van Leuven, hoewel deze nog lange tijd vasthielden aan het hertogschap 'Neder-Lotharingen' in hun hoogste titulatuur.